# Young Tree
Albums de Groundation
Each One Teach One
(2001)
Young Tree, sorti en 1999, est le premier album du groupe de reggae californien Groundation.

## Liste des chansons
| 1.    | Long, Long, Ago     | 6:50 |
| 2.    | Glory To The Kings  | 7:11 |
| 3.    | Confusing Situation | 4:53 |
| 4.    | Congress Man        | 4:15 |
| 5.    | Craven Fe' Dead     | 5:28 |
| 6.    | Dream               | 5:39 |
| 7.    | Young Tree          | 5:55 |
| 8.    | Vibes Alive         | 5:29 |
| 9.    | Groundation Chant   | 6:49 |
| 10.   | Grounding Dub       | 6:52 |
| 59:21 |                     |      |